# Relief der Haupt- und Residenzstadt München
Das Relief der Haupt- und Residenzstadt München ist ein von Johann Baptist Seitz 1841 begonnenes und von Anselm Sickinger 1863 vollendetes Stadtmodell Münchens. Ausstellungsort ist das Bayerische Nationalmuseum, Saal 53.

## Beschreibung
Es ist ein kreisrundes Stadtmodell mit einem Durchmesser von etwa 600 cm und einem Maßstab von 1:700. Die Materialien sind Birnbaumholz, Nussbaumholz, Metall und farbiges Papier. Es befindet sich im Bayerischen Nationalmuseum, Saal 53, die Inventarnummer ist Modell 16. Die Bauten haben einen Kern aus massiven Birnbaumholz, auf den die Fassaden aus dünnen Furnierplatten mit ausgeschnittenen Fensteröffnungen aufgeleimt sind. Dachgauben sind ebenfalls aufgeleimt und Kamine angenutet. Die Bauten sind auf der Grundplatte angeschraubt. Fast alle Fassadenseiten sind plastisch gestaltet. Einige der Denkmäler, weitere Skulpturen wie das Hauszeichen des Weingasthofes „Zum goldenen Hahn“, sowie Brüstungen und Kandelaber sind aus Metall gegossen. Farbig gestaltet sind einzelne Fassadendekorationen an Hauptgebäuden, Wasserläufe und Grünflächen. Das Modell beruht einerseits auf Katasterplänen und Bauplänen von einigen Gebäuden, andererseits auf eigenen Vermessungen Seitz’, so gab es keine Daten zur Höhenentwicklung im Stadtgebiet, auch die meisten Gebäudehöhen mussten erst gemessen werden. Die Dachlandschaften mit ihren Giebeln, Kaminen und Dachgauben wurden von Aussichtspunkten auf Türmen zeichnerisch erfasst. Das Modell ist exakter als die damaligen Stadtpläne und führte zu deren Korrektur. Es dokumentiert nicht nur die Stadtneugestaltung unter Ludwig I., sondern auch den Wandel der Stadt von 1841 bis 1863.

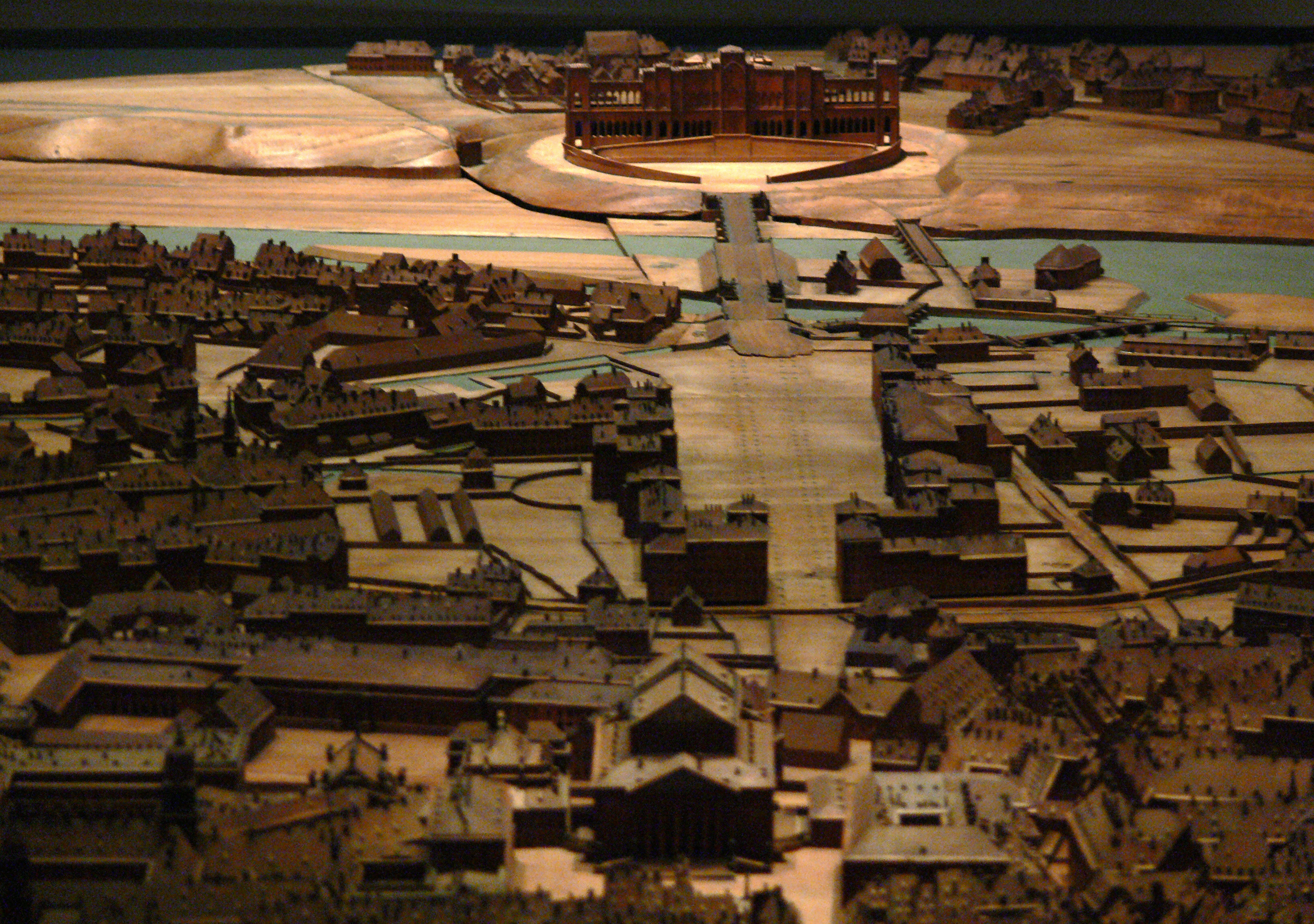
Maximiliansstraße mit Maximilianeum
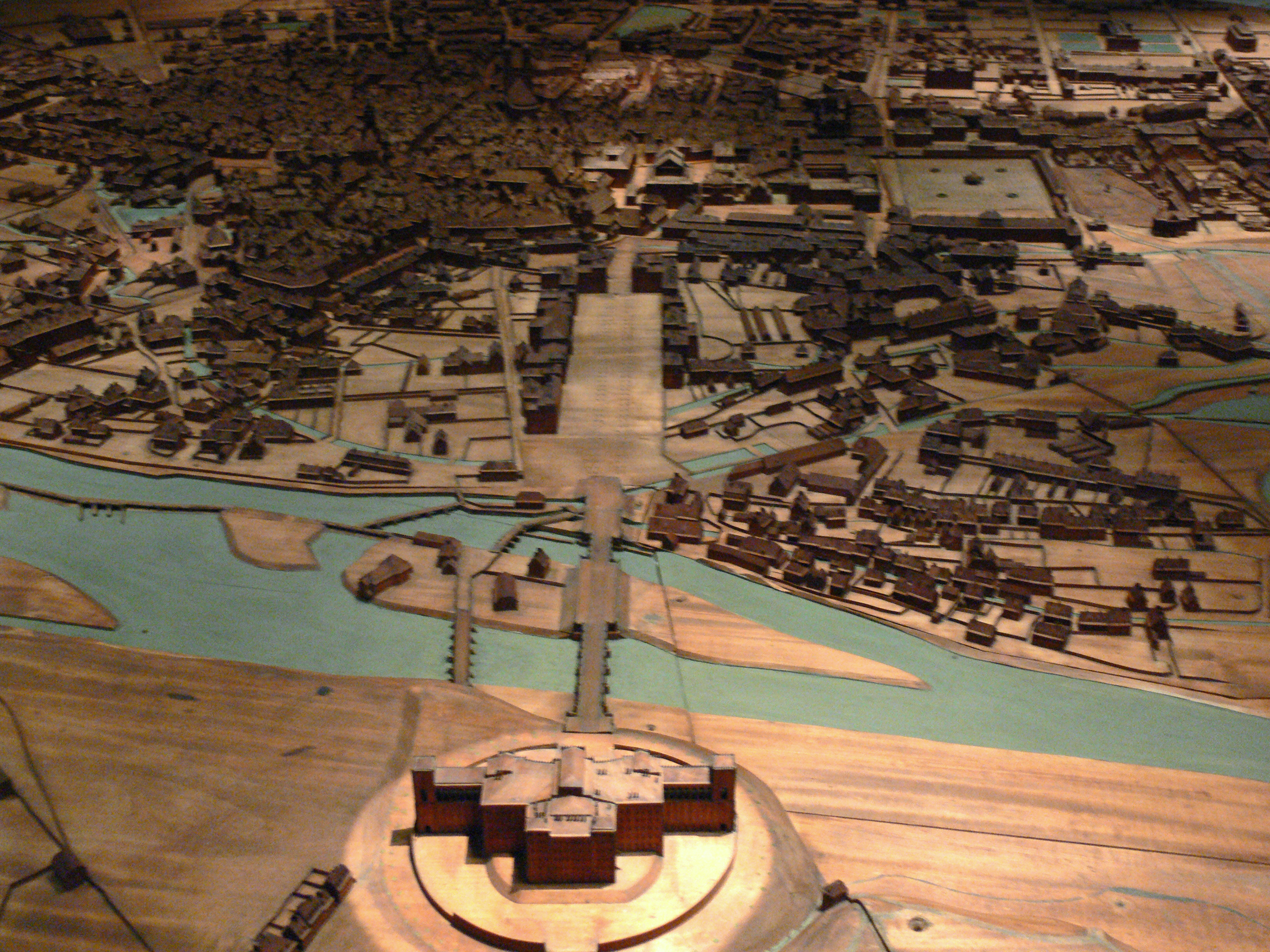
Isar mit Maximiliansbrücke
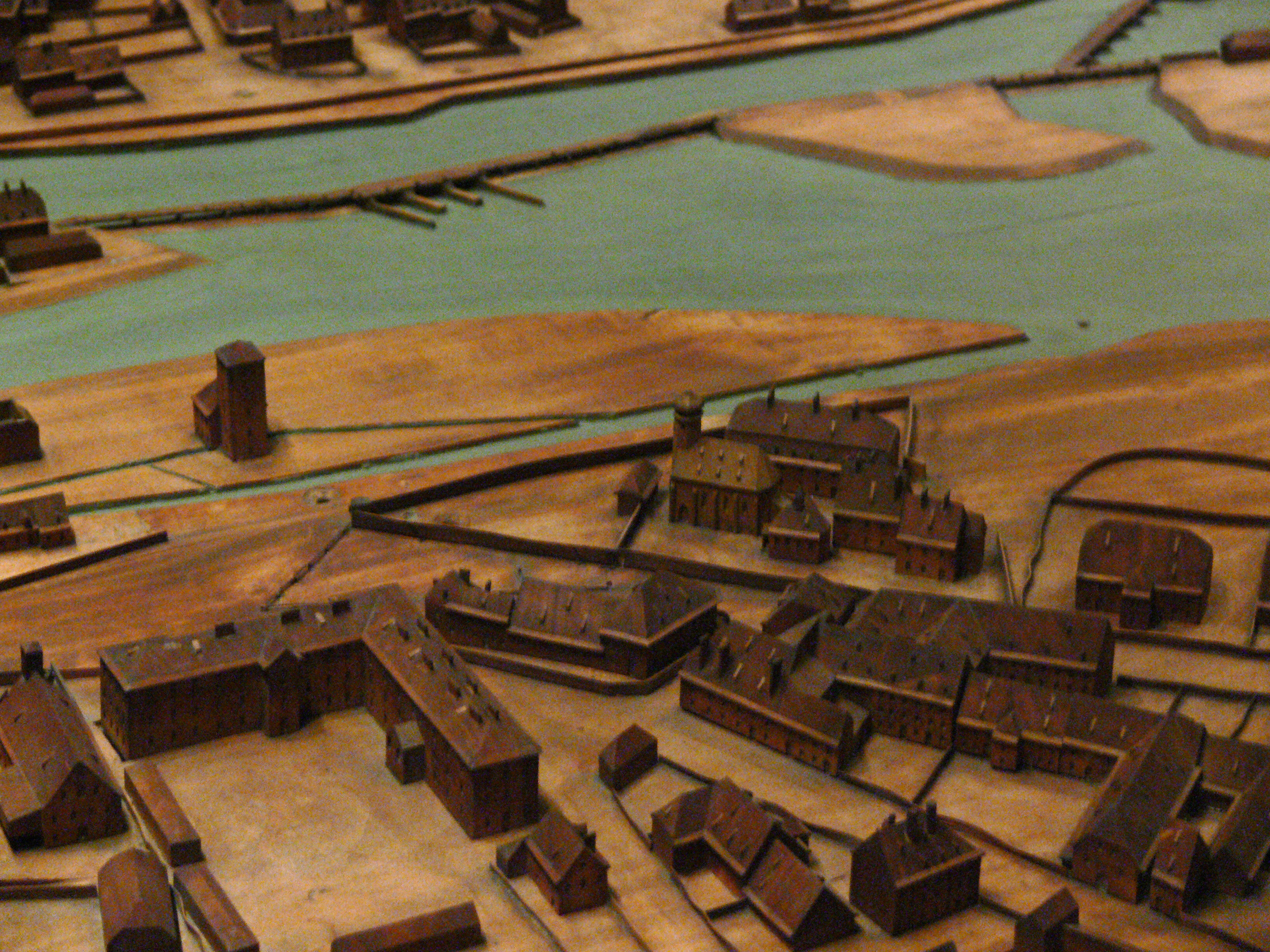
St. Nikolai am Gasteig

## Geschichte
Johann Baptist Seitz schlug König Ludwig I. 1839 vor, ein neues Stadtmodell anzufertigen, um dessen städtebaulichen Unternehmungen zu dokumentieren. Vorbild waren die Sandtner-Modelle im Reichsarchiv, von denen auch der Maßstab übernommen wurde. Von seiner Arbeit im Topographischen Bureau könnte die Bezeichnung Relief herstammen. Gipsreliefe von strategisch wichtigen Orten wurden seit 1817 für das Militär hergestellt. Seitz wollte zuerst mit dem Kistlermeister Glink zusammenarbeiten, konnte sich aber nicht über die Arbeitsverteilung einigen. Erste Voranschläge gingen von über 12.000 bis 14.000 Gulden für eine Arbeitszeit von drei bis vier Jahren aus, wobei der Aufwand für Vermessungen nicht berücksichtigt war. 1841 erhielt er dann einen Auftrag für ein verhältnismäßig einfaches Modell: 6.000 Gulden für sechs Jahre Arbeitszeit, die Hauptgebäude sollten farbig hervorgehoben werden, aber nur ihre Vorderfassaden plastisch (erhaben und vertieft) gestaltet sein. An den Rückseiten und bei allen anderen Gebäuden sollten die Architekturdetails nur aufgemalt werden. Öffentliche Denkmäler sollten aus Metall sein. Seitz verzichtete zwar wegen Einheitlichkeit auf Farbfassungen für die Hauptgebäude, begann aber beinahe sämtliche Fassaden plastisch zu gestalten, wozu die zeichnerische Aufnahme von rund 5000 Häusern notwendig war. Er erklärte, er wolle ein Kunstwerk schaffen, das auch der Nachwelt von Nutzen sei, während skeptische Verwaltungsbeamte darin eher ein teures, aber nutzloses Museumsstück sahen. Durch den Mehraufwand konnte Seitz den Zeit- und Finanzrahmen nicht einhalten, wodurch ihn mehrmals die Gelder gestrichen wurden. Überdies musste er die Arbeiten mit einigen wenigen Gehilfen zusätzlich zu seinem Beruf als Kupferstecher erledigen und es fehlte ihm eine geeignete Werkstatt, weswegen er das Modell in seiner Wohnung fertigte. Wegen der Verzögerungen wurde die Arbeit ab 1843 von Friedrich von Gärtner und ab 1844 durch August Voit überwacht. Da zusätzliche Mittel bewilligt und Seitz vorläufig, bei voller Bezahlung, von seiner Arbeit beim Topographischen Bureau beurlaubt wurde, gingen die Arbeiten ab 1845 nun wesentlich schneller voran, was aber nichts daran änderte, dass weiterhin der Zeit- und Kostenrahmen überschritten wurde. Seitz, der eine Großfamilie zu versorgen hatte, war bald hoch verschuldet und hatte sämtliche Bauteile an 15 bis 16 Personen verpfändet. Ende des Jahres 1848 wollte er das, erst zu zwei Dritteln fertiggestellte, Modell gegen Eintrittsgeld in angemieteten Räumen ausstellen und überzeugte den Vermieter Kreuzweg das Geld zum Auslösen vorzustrecken. Danach verpfändete er es ihm. Dieser Umstand erleichterte nach Seitz’ Tod 1850 die Sicherstellung und anschließende Weiterarbeit. Zuerst wurde das Modell am 2. April 1850 durch August Voit in die Alte Pinakothek gebracht, wo es eingelagert wurde. Ab 1853 arbeitete Franz von Seitz, der bereits seinem Vater assistiert hatte, daran, stellte aber nur einen kleinen Teil fertig. 1858 teilte er mit, sich nicht mehr damit zu befassen. Ab 1860 übernahm Anselm Sickinger und konnte es mit Joseph Furtmayr in seinem Atelier bis Juli 1863 in seiner heutigen Form fertigstellen. Aus der letzten Phase mit Sickinger stammt der Entschluss, außer einigen anderen neu aufgeführten Bauten, die Maximilianstraße, den Isarfluss, sowie die Gebiete östlich davon mit dem Athenäum (heute Maximilianeum) mit aufzunehmen und dem Modell außerdem eine kreisrunde Form zu geben, mit der Mariensäule am Marienplatz im Mittelpunkt. Die Kosten für sämtliche Arbeiten betrugen schließlich über 16.000 Gulden.
Es gelangte 1867 in das Bayerische Nationalmuseum, damals noch an der Maximilianstraße, und wurde in wechselnden Zusammenhängen ausgestellt: zuerst in einem Raum mit Erinnerungsstücken an Ludwig I, dann als Exponat der Stadtgeschichte Münchens. 1900, nach dem Umzug in die Prinzregentenstraße wurde es in einem Saal zusammen mit allen anderen Stadtmodellen gezeigt. Nach dem Zweiten Weltkrieg änderte sich die Gestaltung noch mehrmals. Seit dem hundertjährigen Jubiläum des Nationalmuseums an der Prinzregentenstraße im Jahr 2000 ist ihm ein eigener Raum gewidmet.